# Pío IX (Schiff)
Die Pío IX war ein 1887 in Dienst gestelltes Passagierschiff der spanischen Reederei Pinillos Izquierdo y Compañía, das zwischen Spanien nach Südamerika verkehrte. Am 5. Dezember 1916 sank die Pío IX bei den Kanarischen Inseln, wobei 40 Menschen ums Leben kamen.

## Das Schiff
Das 3.895 BRT große Passagierschiff Pío IX wurde auf der Werft John Dickinson & Sons Ltd. in der nordenglischen Hafenstadt Sunderland gebaut. Eigner war die Pinillos Izquierdo y Compañía, eine 1884 gegründete Dampfschifffahrtsgesellschaft mit Sitz in Cádiz. Die Reederei wurde im Allgemeinen verkürzt Pinillos Line genannt und hatte sich auf den Passagierverkehr von Spanien nach Zentral- und Südamerika mit Zwischenstopps auf den Kanarischen Inseln spezialisiert.
Die Pío IX war 115,5 Meter lang, 13,1 Meter breit und hatte einen Tiefgang von 6,3 Metern. Das Passagier- und Frachtschiff hatte zwei Masten, zwei Dampfkessel, einen aus Stahl gefertigten Propeller und zwei Schornsteine, von denen einer aber nur eine Attrappe war, die später entfernt wurde. Angetrieben wurde der Dampfer von einer Dreifachexpansions-Dampfmaschine der Bauwerft, die 1.900 PS leistete. Das Schiff lief am 9. März 1887 vom Stapel. Die Pío IX konnte 65 Passagiere in der Ersten Klasse und 50 Passagiere in der Zweiten Klasse befördern und verkehrte wie die anderen Schiffe ihrer Reederei im regulären Passagier- und Handelsverkehr zwischen Spanien und Südamerika.

## Untergang
Am 16. November 1916 legte die Pío IX unter dem Kommando von Kapitän Orinaga in New Orleans zur Rückfahrt nach Barcelona mit einem Zwischenstopp in Kuba ab. An Bord waren 62 Besatzungsmitglieder. Passagiere waren auf dieser Fahrt nicht mit an Bord. Zur Ladung gehörten 8800 Ballen Baumwolle. Am 4. Dezember 1916 geriet die Pío IX 480 Seemeilen nordwestlich von Teneriffa in einen schweren Sturm und schlug leck, möglicherweise wegen einer Verschiebung der Ladung. Wegen der schweren See und stürmischer Winde war es kaum möglich, die Rettungsboote zu Wasser zu lassen. Sie wurden von den Wellen gegen die Bordwand geschleudert. Gegen 16 Uhr nachmittags wurde ein Hilferuf per Funk abgesetzt, der von dem spanischen Handelsschiff Buenos Aires (Kapitän Juan Perez Soria) empfangen wurde.
Die Buenos Aires traf am folgenden Morgen noch vor Sonnenaufgang ein und konnte Sichtkontakt mit der Pío IX herstellen. Der Versuch, eine Seilverbindung herzustellen, schlug fehl. Die Pío IX sank auf der Position 31° 22′ N, 24° 4′ W, etwa 300 Meilen nordwestlich von Teneriffa. 40 Besatzungsmitglieder kamen bei dem Untergang ums Leben, darunter der Kapitän und die beiden Funker. 22 Menschen überlebten. Die Buenos Aires nahm elf von ihnen auf; die anderen elf wurden von einem französischen Schiff gerettet.